# Dystopia (álbum de Megadeth)
Dystopia é o décimo quinto álbum da banda americana de thrash metal Megadeth, lançado em 22 de Janeiro de 2016. O álbum, produzido por Dave Mustaine e Toby Wright, é o primeiro da banda desde The System Has Failed (2004) que não tem o baterista Shawn Drover e o primeiro desde Endgame (2009) sem o guitarrista Chris Broderick. Esses papéis foram preenchidos por Chris Adler de Lamb of God e Kiko Loureiro do Angra, respectivamente. O álbum estreou em 3° lugar na Billboard, superando a marca do Youthanasia, que na época estreou em 4° lugar, e só ficando atrás de Countdown to Extinction. O álbum também vendeu mais de 49.000 cópias na semana de estreia.  A música "Fatal Illusion" foi incluída na trilha sonora de Watch Dogs 2.
Cinco videoclipes foram lançados para o álbum, das músicas "The Threat Is Real" e "Dystopia" no lançamento (Ambos foram clipes animados cuja estória contida no clipe conecta uma com a outra), "Post American World" e "Conquer or Die" receberam clipes, e por último, "Lying In State" recebeu um clipe, o clipe foi gravado num cemitério em São Paulo e dirigido pelo brasileiro Leo Liberti durante a turnê da banda pela América do Sul.  
A canção "Dystopia" foi indicada para o Grammy Award de 2017 e acabou vencendo na categoria Best Metal Performance.

## Faixas
Com exceção das anotadas, todas as canções foram compostas por Dave Mustaine.
| N.º            | Título                           | Compositor(es)               | Duração |  |
| 1.             | "The Threat Is Real"             |                              | 4:22    |  |
| 2.             | "Dystopia"                       |                              | 5:00    |  |
| 3.             | "Fatal Illusion"                 |                              | 4:16    |  |
| 4.             | "Death from Within"              |                              | 4:48    |  |
| 5.             | "Bullet to the Brain"            |                              | 4:29    |  |
| 6.             | "Post American World"            | Dave Mustaine, Kiko Loureiro | 4:25    |  |
| 7.             | "Poisonous Shadows"              | Mustaine, Loureiro           | 6:02    |  |
| 8.             | "Conquer or Die!" (Instrumental) | Mustaine, Loureiro           | 3:33    |  |
| 9.             | "Lying in State"                 |                              | 3:34    |  |
| 10.            | "The Emperor"                    |                              | 3:54    |  |
| 11.            | "Foreign Policy" (cover de Fear) | Lee Ving (não creditado)     | 2:28    |  |
| Duração total: | Duração total:                   | Duração total:               | 46:51   |  |

| Japanese edition bonus track |               |         |  |
| N.º                          | Título        | Duração |  |
| 12.                          | "Me Hate You" | 3:44    |  |

| Spotify bonus track |                                       |                            |         |  |
| N.º                 | Título                                | Compositor(es)             | Duração |  |
| 12.                 | "Melt the Ice Away" (cover de Budgie) | Tony Bourge, Burke Shelley | 3:28    |  |

| iTunes & Best Buy edition |                                    |                          |         |  |
| N.º                       | Título                             | Compositor(es)           | Duração |  |
| 1.                        | "The Threat Is Real"               |                          | 4:22    |  |
| 2.                        | "Dystopia"                         |                          | 5:00    |  |
| 3.                        | "Fatal Illusion"                   |                          | 4:16    |  |
| 4.                        | "Death from Within"                |                          | 4:48    |  |
| 5.                        | "Bullet to the Brain"              |                          | 4:29    |  |
| 6.                        | "Post American World"              | Mustaine, Loureiro       | 4:25    |  |
| 7.                        | "Poisonous Shadows"                | Mustaine, Loureiro       | 6:02    |  |
| 8.                        | "Look Who's Talking" (Bonus track) |                          | 4:14    |  |
| 9.                        | "Conquer or Die!" (Instrumental)   | Mustaine, Loureiro       | 3:33    |  |
| 10.                       | "Lying in State"                   |                          | 3:34    |  |
| 11.                       | "The Emperor"                      |                          | 3:54    |  |
| 12.                       | "Last Dying Wish" (Bonus track)    |                          | 3:49    |  |
| 13.                       | "Foreign Policy" (cover de Fear)   | Lee Ving (não creditado) | 2:28    |  |
| Duração total:            | Duração total:                     | Duração total:           | 54:54   |  |

## Créditos
- Dave Mustaine - vocal, guitarra e violão
- David Ellefson - baixo, vocal de apoio
- Kiko Loureiro - guitarra, violão, vocal de apoio e piano em "Poisonous Shadows"
- Chris Adler - bateria

## Desempenho comercial
| Parada musical (2016)                 | Posição |
| ------------------------------------- | ------- |
| Alemanha (Offizielle Deutsche Charts) | 10      |
| Austrália (ARIA)                      | 6       |
| Áustria (Ö3 Austria Top 40)           | 14      |
| Argentina (CAPIF)                     | 3       |
| Brasil (ABPD)                         | 4       |
| Bélgica (Ultratop Flandres)           | 19      |
| Bélgica (Ultratop Valônia)            | 25      |
| Canadá (Billboard)                    | 3       |
| Espanha (PROMUSICAE)                  | 21      |
| Estados Unidos (Billboard 200)        | 3       |
| Estados Unidos (Top Hard Rock Albums) | 1       |
| Finlândia (Suomen virallinen lista)   | 3       |
| França (SNEP)                         | 39      |
| Grécia (IFPI)                         | 13      |
| Hungria (MAHASZ)                      | 15      |
| Irlanda (IRMA)                        | 19      |
| Itália (FIMI)                         | 21      |
| Japão (Oricon)                        | 16      |
| México (Top 100)                      | 4       |
| Nova Zelândia (RMNZ)                  | 6       |
| Noruega (VG-lista)                    | 13      |
| Países Baixos (Dutch Charts)          | 25      |
| Polónia (ZPAV)                        | 8       |
| Portugal (AFP)                        | 20      |
| República Tcheca (ČNS IFPI)           | 5       |
| Reino Unido (Official Albums Chart)   | 11      |
| Suíça (Schweizer Hitparade)           | 7       |